# ホンダ・B型エンジン
ホンダ・B型エンジン（Bがたエンジン）は、本田技研工業で製造されていたCセグメント～Dセグメント車種用直列4気筒エンジンである。
対抗エンジンとしてトヨタの4A-GEや三菱の4G92と比較されていた。

## 機構

### DOHC
- B18A/B18B/B20A/B21A

ロングストローク型のボアストローク比、ロッカーアームを用いたDOHC、軽量コンパクトながら実用域のトルクも高いといったZC型エンジンの特徴を継承しつつ、より大きな排気量（1.8〜2.1L）をカバーした。
燃焼室ごとの吸・排気バルブはそれぞれ2個ずつのレイアウトで、点火プラグは燃焼室の天井中央部に配置された。アルミ製シリンダーブロックには「NDC (New DieCast) 」と呼ばれる高圧鋳造のクローズドデッキ仕様も存在する。
CVデュアルキャブレター（サイドドラフト、可変ベンチュリ）仕様とPGM-FI仕様が存在し、キャブレター仕様は空燃比をより精密に制御するための2次エアが導入されている。PGM-FI仕様はインテークマニホールドの各気筒のポートにインジェクターが取付けられたマルチポイント式で、インテークマニホールドに可変吸気装置が装備されている仕様もある。A型エンジンと同様にCVCCは採用されておらず、排気ガス浄化のために三元触媒と排気2次エアー供給システムが採用された。
フォーミュラ3などのモータースポーツ用エンジンとしても転用された。

### DOHC VTEC
- B16A/B16B/B17A/B18C

NAエンジンにおいてリッターあたり100PS超の高出力化を実現するために、可変バルブタイミング・リフト機構であるVTECが装備されている。カムシャフトに“ハイ”と“ロー”の2種類のカム駒を設け、そこに接するロッカーアームを切り替え、吸・排気バルブの開閉タイミング（バルブタイミング）とリフト量を変化させ、中・低速域のトルクと高速域の出力を両立させている。
こちらもモータースポーツ用エンジンのベースとして用いられ、全日本ツーリングカー選手権 (JTCC) 、フォーミュラ4などで使用された。

### SOHC
- B20A

3代目プレリュードに唯一搭載された。型式はDOHC仕様と同一で、他機種が前傾して搭載されているのに対し、プレリュードの低いボンネットフードに納めるために、後傾して搭載（DOHC仕様も同様）されている。シリンダーヘッド構造はA型と同様であるが、シリンダーブロックはDOHC仕様と共通で、CVデュアルキャブレター仕様がラインナップされた。

### DOHC (4連スリーブ)
- B20B

CR-V、ステップワゴン等に搭載された機種。4連一体構造の鋳鉄スリーブがシリンダーブロックに鋳込まれ、それによってシリンダー間隔を広げずボア径を拡大することが可能になった。ZC型と同程度の大きさながら2.0Lの排気量を実現している。

## 歴史
- 1985年6月4日発表の3代目アコード/アコードエアロデッキ及び2代目ビガーに、B20AとB18A（CVデュアルキャブ）が初採用。
- 1989年4月19日、インテグラにB16Aを搭載。
- 1995年8月24日、インテグラタイプRにより高出力化を果たしたB18C 96 spec.Rを搭載。
- 1995年10月9日発表のCR-VにB20Bを搭載。
- 2002年3月、S-MXの生産終了によって同機種の生産も終了。

## バリエーション

### B16A
- 弁機構：DOHC VTEC ベルト駆動 吸気2 排気2
- 排気量：1,595cc
- 内径×行程：81.0mm×77.4mm
- 圧縮比：10.4
- 燃料供給装置形式：電子制御燃料噴射式（PGM-FI）
- 参考スペック（EK4 シビック）
  - 最高出力：125kW(170PS)/7,800rpm
  - 最大トルク：157N·m(16.0kgf·m)/7,300rpm

### B16B
- 弁機構：DOHC VTEC ベルト駆動 吸気2 排気2
- 排気量：1,595cc
- 内径×行程：81.0mm×77.4mm
- 圧縮比：10.8
- 燃料供給装置形式：電子制御燃料噴射式（PGM-FI）
- 参考スペック（EK9 シビック TYPE R）
  - 最高出力：136kW(185PS)/8,200rpm
  - 最大トルク：160N·m(16.3kgf·m)/7,500rpm
  - VTEC切替：6100rpm
  - レッドゾーン：8,400rpm

### B17A
- 弁機構：DOHC VTEC ベルト駆動 吸気2 排気2
- 排気量：1,678cc
- 内径×行程：81.0mm×81.4mm
- 圧縮比：9.7
- 燃料供給装置形式：電子制御燃料噴射式（PGM-FI）
- 参考スペック（DB2 インテグラ）
  - 最高出力：120kW(160PS)/7,600rpm
  - 最大トルク：159N·m(16.2kgf·m)/7,000rpm

### B18A
- 弁機構：DOHC ベルト駆動 吸気2 排気2
- 排気量：1,834cc
- 内径×行程：81.0mm×89.0mm
- 圧縮比：9.2
- 燃料供給装置形式：キャブレター（CVデュアルキャブレター）
- 参考スペック（CA1、2 アコード）
  - 最高出力：96kW(130PS)/6,000rpm
  - 最大トルク：162N·m(16.5kgf·m)/4,000rpm

### B18B
- 弁機構：DOHC ベルト駆動 吸気2 排気2
- 排気量：1,834cc
- 内径×行程：81.0mm×89.0mm
- 圧縮比：9.2
- 燃料供給装置形式：電子制御燃料噴射式（PGM-FI）
- 参考スペック（MA5 ドマーニ）
  - 最高出力：103kW(140PS)/6,300rpm
  - 最大トルク：171N·m(17.4kgf·m)/5,200rpm

### B18C
標準
- 弁機構：DOHC VTEC ベルト駆動 吸気2 排気2
- 排気量：1,797cc
- 内径×行程：81.0×87.2
- 圧縮比：10.6
- 燃料供給装置形式：電子制御燃料噴射式（PGM-FI）
- 参考スペック（DC2 インテグラ）
  - 最高出力：132kW(180PS)/7,600rpm
  - 最大トルク：175N·m(17.8kgf·m)/6,200rpm

spec.R
- 弁機構：DOHC VTEC ベルト駆動 吸気2 排気2
- 排気量：1,797cc
- 内径×行程：81.0mm×87.2mm
- 圧縮比：11.1
- 燃料供給装置形式：電子制御燃料噴射式（PGM-FI）
- 参考スペック（DC2 インテグラ TYPE R）
  - 最高出力：147kW(200PS)/8,000rpm
  - 最大トルク：186N·m(19.0kgf·m)/6,200rpm

### B20A
SOHC
- 弁機構：SOHC ベルト駆動 吸気2 排気1
- 排気量：1,958cc
- 内径×行程：81.0mm×95.0mm
- 圧縮比：9.1
- 燃料供給装置形式：キャブレター（CVデュアルキャブレター）
- 参考スペック（BA4 プレリュード）
  - 最高出力：81kW(110PS)/5,800rpm
  - 最大トルク：152N·m(15.5kgf·m)/4,000rpm

DOHC
- 弁機構：DOHC ベルト駆動 吸気2 排気2
- 排気量：1,958cc
- 内径×行程：81.0mm×95.0mm
- 圧縮比：9.4
- バルブ挟み角：吸気26°、排気26°
- 燃料供給装置形式：電子制御燃料噴射式（PGM-FI）
- 参考スペック（CA3 アコード）
  - 最高出力：118kW(160PS)/6,300rpm
  - 最大トルク：186N·m(19.0kgf·m)/5,000rpm

### B20B
- 弁機構：DOHC ベルト駆動 吸気2 排気2
- 排気量：1,972cc
- 内径×行程：84.0×89.0
- 圧縮比：9.6
- 燃料供給装置形式：電子制御燃料噴射式（PGM-FI）
- 参考スペック（RD1 CR-V）
  - 最高出力：110kW(150PS)/6,300rpm
  - 最大トルク：184N·m(18.8kgf·m)/4,500rpm

### B21A
- 弁機構：DOHC ベルト駆動 吸気2 排気2
- 排気量：2,056cc
- 内径×行程：83.0mm×95.0mm
- 圧縮比：9.4
- 燃料供給装置形式：電子制御燃料噴射式（PGM-FI）
- 参考スペック（BA7 プレリュード）
  - 最高出力：107kW(145PS)/5,800rpm
  - 最大トルク：186N·m(19.0kgf·m)/5,000rpm

## 搭載車種
B16A
- インテグラ （DA6/8）
- シビック （EF9/EG6/EK4）
- シビックフェリオ （EG9/EK4）
- CR-X （EF8）
- CR-X delSol （EG2）

B16B
- シビックTYPE R （EK9）

B17A
- インテグラ （DB2 北米向け）

B18A
- アコード／アコードエアロデッキ／ビガー （CA2）

B18B
- ドマーニ （MA5）
- インテグラ （DB7）
- オルティア （EL1）

B18C
- インテグラ （DC2/DB8）
- VEMAC RD180（エンジン提供）

B18C spec.R
- インテグラTYPE R （DC2/DB8）

B20A
SOHC仕様
- プレリュード （BA4/5）

DOHC仕様
- アコード／アコードエアロデッキ／ビガー （CA3）
- プレリュード （BA1/4/5）

B20B
- CR-V （RD1/2）
- ステップワゴン （RF1/2）
- S-MX （RH1/2）
- オルティア （EL2/3）

B21A
- プレリュード （BA7）